# Jerome Baker
Jerome Baker (Cleveland, Ohio, 25 de diciembre de 1996) es un jugador profesional estadounidense de fútbol americano que se desempeña en la posición de linebacker en Miami Dolphins, equipo de la National Football League (NFL).

## Carrera
Fue seleccionado en la tercera ronda en la Reunión Anual de Selección de Jugadores de la NFL de 2018. Hizo su debut profesional con el equipo Miami Dolphins, donde lleva jugando seis temporadas.